# 京津冀及周边地区大气污染防治领导小组
京津冀及周边地区大气污染防治领导小组，是中华人民共和国国务院已撤销的国务院议事协调机构，负责领导京津冀及周边地区大气污染防治工作。

## 沿革
2013年10月23日，为贯彻国务院《大气污染防治行动计划》（简称《大气十条》），由六省区七部委协作联动的京津冀及周边地区大气污染防治协作机制在北京实质性启动，北京市、天津市、河北省、山西省、内蒙古自治区、山东省和环境部、国家发改委、工业和信息化部、财政部、住房和城乡建设部、中国气象局、国家能源局的负责人当天在北京召开首次工作会议，中共中央政治局委员、中共北京市委书记郭金龙主持会议。
2018年7月3日，《国务院办公厅关于成立京津冀及周边地区大气污染防治领导小组的通知》（国办发〔2018〕54号）称，“为推动完善京津冀及周边地区大气污染联防联控协作机制，经党中央、国务院同意，将京津冀及周边地区大气污染防治协作小组调整为京津冀及周边地区大气污染防治领导小组。”
2023年9月24日，《中共中央办公厅 国务院办公厅关于调整生态环境部职责机构编制的通知》称，“不再保留京津冀及周边地区大气污染防治领导小组及其办公室。生态环境部大气环境司不再加挂京津冀及周边地区大气环境管理局牌子”。

## 职责
2018年《国务院办公厅关于成立京津冀及周边地区大气污染防治领导小组的通知》规定，京津冀及周边地区大气污染防治领导小组的主要职责是：
1. 贯彻落实党中央、国务院关于京津冀及周边地区（以下称区域）大气污染防治的方针政策和决策部署；
2. 组织推进区域大气污染联防联控工作，统筹研究解决区域大气环境突出问题；
3. 研究确定区域大气环境质量改善目标和重点任务，指导、督促、监督有关部门和地方落实，组织实施考评奖惩；
4. 组织制定有利于区域大气环境质量改善的重大政策措施，研究审议区域大气污染防治相关规划等文件；
5. 研究确定区域重污染天气应急联动相关政策措施，组织实施重污染天气联合应对工作；
6. 完成党中央、国务院交办的其他事项[7]。

## 组成人员
| 2018年《国务院办公厅关于成立京津冀及周边地区大气污染防治领导小组的通知》确定的组成人员是： 组长 - 韩正（国务院副总理） 副组长 - 李干杰（生态环境部部长） - 陈吉宁（北京市市长） - 张国清（天津市市长） - 许勤（河北省省长） 成员 - 丁学东（国务院副秘书长） - 张勇（发展改革委副主任） - 辛国斌（工业和信息化部副部长） - 李伟（公安部副部长） - 刘伟（财政部副部长） - 赵英民（生态环境部副部长） - 倪虹（住房城乡建设部副部长） - 戴东昌（交通运输部副部长） - 刘雅鸣（气象局局长） - 努尔·白克力（能源局局长） - 贺天才（山西省副省长） - 欧阳晓晖（内蒙古自治区副主席） - 于国安（山东省副省长） - 刘伟（河南省副省长） |

## 办事机构
生态环境部大气环境司，是中华人民共和国生态环境部内设机构。

### 机构设置
根据有关规定，生态环境部大气环境司（生态环境部京津冀及周边地区大气环境管理局、京津冀及周边地区大气污染防治领导小组办公室）承担下列职能：
1. 负责全国大气、噪声、光等污染防治的监督管理。
2. 拟订和组织实施相关政策、规划、法律、行政法规、部门规章、标准及规范。
3. 承担大气污染物来源解析工作。
4. 指导编制城市大气环境质量限期达标和改善规划。
5. 建立对各地区大气环境质量改善目标落实情况考核制度。
6. 组织划定大气污染防治重点区域，指导或拟订相关政策、规划、措施。组织拟订重污染天气应对政策措施。
7. 建立重点大气污染物排放清单和有毒有害大气污染物名录。
8. 建立并组织实施大气移动源环保监管和信息公开制度。
9. 组织协调大气面源污染防治工作。
10. 组织实施区域大气污染联防联控协作机制，承担京津冀及周边地区大气污染防治领导小组日常工作。
11. 承担保护臭氧层国际公约国内履约相关工作。

根据有关规定，生态环境部大气环境司（生态环境部京津冀及周边地区大气环境管理局、京津冀及周边地区大气污染防治领导小组办公室）设置下列机构：
- 综合处
- 大气环境质量管理处
- 大气固定源处（京津冀及周边地区环境与能源、产业处）
- 大气移动源处（京津冀及周边地区环境与交通处）
- 噪声与保护臭氧层处
- 京津冀及周边地区大气环境协调办公室
- 京津冀及周边地区重污染天气应对处
- 京津冀及周边地区项目协调与监督处

### 历任领导
京津冀及周边地区大气污染防治协作小组的办事机构是京津冀及周边地区大气污染防治协作小组办公室。历任办公室主任、副主任是：

| 主任 - 张工（2013年－2018年，北京市副市长兼） - 翟青（2013年－2018年，环境部副部长兼） | 副主任 - 庄志东（2013年－2016年，北京市环保局副局长、巡视员兼） …… |

2018年《国务院办公厅关于成立京津冀及周边地区大气污染防治领导小组的通知》规定，京津冀及周边地区大气污染防治领导小组办公室设在生态环境部，承担领导小组日常工作。历任办公室主任、副主任是：

| 主任 - 赵英民（2018年7月－，生态环境部副部长兼） | 副主任 |